# Albatros (Schiff, 1931)
Die Albatros war ein Großzerstörer (franz. Contre-Torpilleurs) der Aigle-Klasse der französischen Marine. Am 8. November 1942 wurde das Schiff während der Seeschlacht von Casablanca im Rahmen der Operation Torch schwer beschädigt und strandete. Nach dem Krieg wurde die Albatros geborgen, instand gesetzt und wieder in Dienst gestellt. Am 9. September 1959 wurde sie außer Dienst gestellt und abgebrochen.

## Maschinenanlage
Die Antriebsanlage der Albatros bestand aus vier Penhoët-Kesseln und zwei Parsons-Turbinen. Diese trieben über zwei Antriebswellen die beiden Schrauben an. Die Maschinen leisteten 64.000 WPS. Damit konnte eine Höchstgeschwindigkeit von 36 kn (etwa 67 km/h) erreicht werden.

## Bewaffnung
Die Hauptartillerie der Albatros bestand aus fünf 13,86-cm-Geschützen L/40 des Modells 1927 in Einzelaufstellung. Diese Kanone konnte eine 40,4 Kilogramm schwere Granate über eine maximale Distanz von 19.000 m feuern. Als Flugabwehrbewaffnung verfügte der Zerstörer bei Indienststellung über vier 3,7-cm-Flugabwehrkanonen (L/60) des Modells 1925 in Einzelaufstellung. Als Torpedobewaffnung verfügte die Albatros über sechs Torpedorohre in zwei Dreiergruppen für den Torpedo 23DT, Toulon. Zur U-Boot-Abwehr verfügte das Schiff über vier Wasserbombenwerfer am Heck mit zusammen 44 Wasserbomben.

## Einsätze im Zweiten Weltkrieg und Verbleib

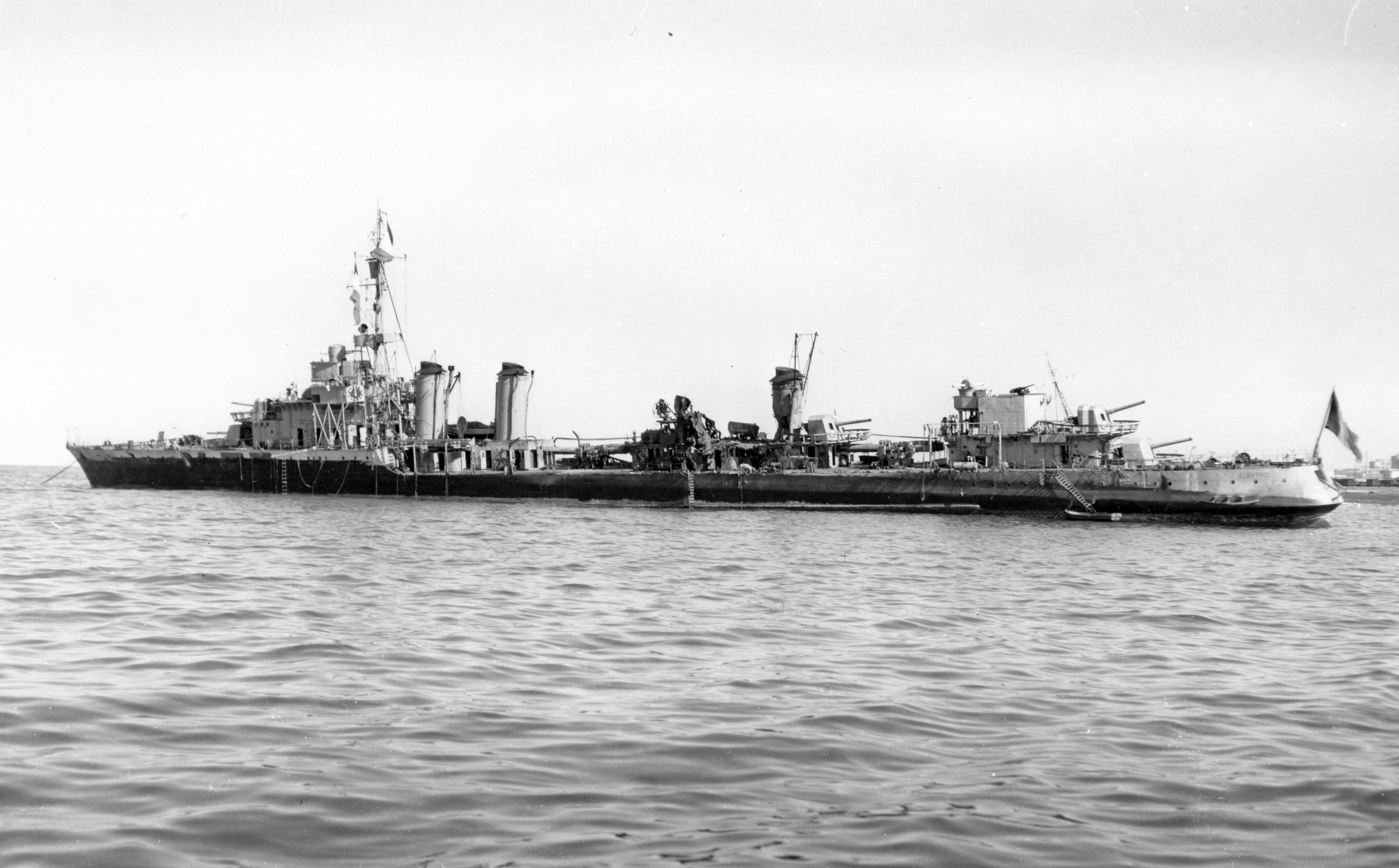
Die gestrandete Albatros im November 1942

Am 14. Juni 1940 nahm die Albatros an der „Operation Vado“ teil. Dabei wurden Landziele bei Genua und Savona angegriffen. Dabei wurde sie von einer 152-mm-Granate der Küstenbatterie Mameli getroffen, wobei zwölf Besatzungsmitglieder starben. Nach der Niederlage Frankreichs stand sie für Vichy-Frankreich im Dienst. Während der Operation Torch befand sich die Albatros in Casablanca. Während der Seeschlacht von Casablanca am 8. November 1942 wurde die Albatros von den Schweren Kreuzern Augusta, Wichita, Tuscaloosa und Flugzeugen vom Geleitflugzeugträger Suwannee angegriffen und schwer beschädigt. Um die Versenkung zu verhindern, lief die Albatros am Strand auf.
Nach dem Krieg wurde sie geborgen, instand gesetzt und wieder in Dienst gestellt. Am 9. September 1959 wurde die Albatros außer Dienst gestellt und abgebrochen.